# Anodocheilus florencae
Anodocheilus florencae är en skalbaggsart som beskrevs av Young 1974. Anodocheilus florencae ingår i släktet Anodocheilus och familjen dykare. Inga underarter finns listade i Catalogue of Life.